# يورغ فريدريك
يورغ فريدريك (بالألمانية: Jörg Friedrich)‏ هو مهندس معماري ألماني، ولد في 1951 في إرفورت في ألمانيا.